# 652 г. пр.н.е.

## Събития

### В Азия

#### В Асирия
- Цар на Асирия е Ашурбанипал (669/8 – 627 г. пр.н.е.).[1]
- Намерението на царя на Вавилон Шамаш-шум-укин (668 – 648 г. пр.н.е.) да възстане срещу властта на брат си Ашурбанипал е разкрито. Асирийският цар се опитва да спечели народа на Вавилония на своя страна и същевременно обмисля и се отказва от бърза военна намеса, поради което минават поне осем месеца между разкриването на заговора и първите военни действия.[2]
- Повод за началото на въстанието вероятно става принуждаването на вавилонци да служат в асирийската армия.[3]
- След началото на „Голямото въстание“ (652 – 648 г. пр.н.е.) Шамаш-шум-укин намира подкрепа в градовете на северна и централна Вавилония, както и племенните територии на халдеите и арамеите, а асирийците остават с подкрепата на южните територии около Ур, Урук, Кисик, Кулаб, Ериду и Шатидин.[2]
- За по-малко от три седмици след началото на въстанието на север силите на Шамаш-шум-укин са принудени да се оттеглят към Вавилон, но скоро стабилизират позициите си и водят още две битки като във втората, която се провежда в провинция Сипар, вавилонската армия претърпява сериозно поражение.[4]

#### В Елам
- Еламитския цар Хумбанигаш II (653 – 652 г. пр.н.е.), поставен от Ашурбанипал предната година да управлява част от Елам, изпраща войска в помощ на Шамаш-шум-укин, но тя е разбита от асирийците.[3]
- Този неуспех на царя води и до свалянето му от власт и заемането на трона от Тамариту II (652 – 649 и за кратко през 647 г. пр.н.е.), но той също продължава провавилонската политика на предшественика си.[3]

### В Африка

#### В Египет
- Псаметих (664 – 610 г. пр.н.е.) е фараон на Египет.[5][6]

### В Европа
- В Гърция се провеждат 32-тe Олимпийски игри:
  - Победител в дисциплината бягане на разстояние един стадий става Кратин от Мегара. Това е третата му победа след 664 и 660 г. пр.н.е.;[7]
  - Състезанието в дисциплината бокс е спечелено от Комaйос.[7]